# 韋伯數
韋伯數（Weber number）的計算公式為
{\displaystyle We={\frac {\rho v^{2}l}{\sigma }}}
其中{\displaystyle \rho }為流體密度，{\displaystyle v}為特徵流速， {\displaystyle l}為特徵長度， {\displaystyle \sigma }為流體的表面張力係數。
韋伯數代表慣性力和表面張力效應之比，韋伯數愈小代表表面張力愈重要，譬如毛細管現象、肥皂泡、表面張力波等小尺度的問題。一般而言，大尺度的問題，韋伯數遠大於1.0，表面張力的作用便可以忽略。